# 波格丹諾維奇 (斯維爾德洛夫斯克州)
56°47′N 62°03′E / 56.783°N 62.050°E
波格丹諾維奇（俄语：Богдано́вич）是俄羅斯斯維爾德洛夫斯克州的一個城市，位於州府葉卡捷琳堡以東99公里。2002年人口32,856人。
1885年建立，1947年建市。